# Pau de Gallur (1159)
La Pau de Gallur és un acord firmat el 28 de febrer del 1159 a Ruzazol (Gallur) entre Sanç Garcés, dux de Pamplona i el comte de Barcelona Ramon Berenguer IV.
El tractat s'emmarca en la problemàtica sorgida arran del Testament d'Alfons I d'Aragó (1131) per la seva successió. En virtut d'aquest acord, Sanç Garcés, dux de Pamplona i el comte de Barcelona Ramon Berenguer IV posaren fi a la guerra de successió navarro-aragonesa. Va permetre el retorn de Lope de Artajona a Pamplona, on moriria un temps després. Però ser un acord efímer, perquè el 1161 Sanç el Savi va conquerir Erga i Navascués.